# Вега-де-Пас
Вега-де-Пас (ісп. Vega de Pas) — муніципалітет в Іспанії, у складі автономної спільноти Кантабрія. Населення — 881 осіб (2009).
Муніципалітет розташований на відстані близько 310 км на північ від Мадрида, 33 км на південь від Сантандера.
На території муніципалітету розташовані такі населені пункти: Кандоліас, Ла-Гуруеба, Гуспаррас, Пандільйо, Вега-де-Пас (адміністративний центр), Віанья, Єра.

## Демографія
Динаміка населення (INE ):

## Галерея зображень

Розташування муніципалітету
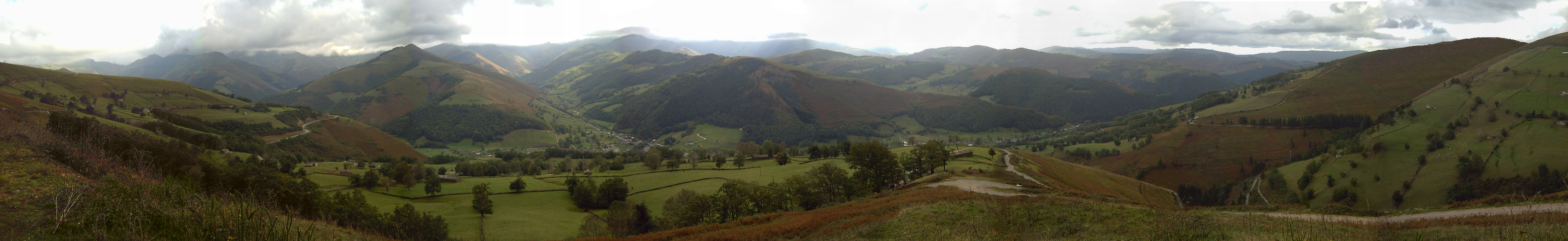
Вега-де-Пас